# Marcus Buckingham
Marcus Buckingham (ur. 16 stycznia 1966 w High Wycombe) – amerykański pisarz.

## Życiorys
Absolwent Cambridge University, gdzie zdobył tytuł magistra nauk politycznych. Podczas studiów w Cambridge, został zatrudniony przez profesora psychologii Donalda O. Clifton, założyciela Selection Research, Incorporated (SRI). SRI zajmowało się rozwijaniem metod przeprowadzania wywiadów, które pozwalają przedsiębiorstwom zidentyfikować talenty jednostek, aby jak najlepiej dopasować ludzi do ról. Jednym z osiągnięć jego pracy było opracowanie tzw. Testu Gallupa.
SRI zostało nabyte przez The Gallup Organization w 1988 roku i przyjęło nazwę Gallup. W ramach Instytutu Gallupa Buckingham został członkiem zespołu pracującego nad badaniami, które mierzy szeroki zakres czynników, które przyczyniają się do zaangażowania pracowników. Na podstawie tych badań i wywiadów z tysiącami menedżerów, Buckingham opublikował (wraz z Curtem Coffmanem) Po pierwsze, złam wszelkie zasady (Simon and Schuster, 1999. Wydanie w Polsce: MT Biznes, 2006). Zgodnie z jej podtytułem, książka opisuje „co najwięksi menedżerowie robią inaczej”. Książka stała się bestsellerem New York Times i została wydana w liczbie ponad miliona egzemplarzy. Była ona również wybrana przez Jacka Coverta i Todda Satterstena jako jedna z „100 Best Business Books of All Time” w swojej książce o tej samej nazwie.
W następnych latach opublikował następne książki, które również były wysoko oceniane i stawały się bestsellerami na rynku książki biznesowej.
W 2006 roku założył Buckingham Marcus Buckingham Company (TMBC) – przedsiębiorstwo szkoleniowo-konsultingowe, dzięki któremu promuje opracowane przez siebie programy szkoleniowe dążące do identyfikowania i rozwijania talentów.

## Publikacje
- First, Break All the Rules: What the World’s Greatest Managers Do Differently – Marcus Buckingham; Curt Coffman; Wydawnictwo: Simon & Schuster (May 5, 1999); ISBN 978-0684852867.
- Now, Discover Your Strengths- Marcus Buckingham, Donald O. Clifton; Wydawnictwo: Free Press (January 29, 2001); ISBN 978-0743201148.
- The One Thing You Need to Know: ... About Great Managing, Great Leading, and Sustained Individual Success – Marcus Buckingham; Wydawnictwo Free Press (March 7, 2005); ISBN 978-0743261654.
- The Truth About You: Your Secret to Success – Marcus Buckingham; Wydawnictwo:Thomas Nelson (September 30, 2008); ISBN 978-1400202263.
- Find Your Strongest Life: What the Happiest and Most Successful Women Do Differently – Marcus Buckingham; Wydawnictwa: Thomas Nelson (September 29, 2009); ISBN 1-4002-0236-1.
- Go Put Your Strengths to Work: 6 Powerful Steps to Achieve Outstanding Performance – Marcus Buckingham; Wydawnictwo: Free Press; Pap/Psc Re edition (December 28, 2010); ISBN 0-7432-6168-2.
- StandOut: The Groundbreaking New Strengths Assessment from the Leader of the Strengths Revolution – Marcus Buckingham; Wydawnictwo: Thomas Nelson (September 13, 2011); ISBN 978-1400202379.

### Publikacje w języku polskim
- Po pierwsze: Złam wszelkie zasady. Co najwięksi menadżerowie na świecie robią inaczej – Marcus Buckingham & Curt Coffman; Wydawnictwo MT Biznes 2004; ISBN 83-88970-05-4.
- To jedno, co powinieneś wiedzieć... – Marcus Buckingham; Wydawnictwo MT Biznes 2006, ISBN 83-88970-82-8.
- Wykorzystaj swoje silne strony. Użyj dźwigni swojego talentu – Marcus Buckingham; Wydawnictwo MT Biznes 2008; ISBN 978-83-61040-59-0.